# (14519) Ural
(14519) Ural (1996 TT38) – planetoida z pasa głównego asteroid okrążająca Słońce w ciągu 5 lat i 266 dni w średniej odległości 3,2 j.a. Została odkryta 8 października 1996 roku w Europejskim Obserwatorium Południowym przez Erica Elsta. Nazwa planetoidy pochodzi od rzeki Ural, która bierze swój początek z gór Ural.